# Melionyx
Melionyx is een geslacht van zangvogels uit de familie honingeters (Meliphagidae). De soorten zijn afgesplitst van het geslacht Melidectes.

## Soorten
Het geslacht kent drie soorten:
- Melionyx fuscus – Roethoningeter
- Melionyx nouhuysi – Kortbaardhoningeter
- Melionyx princeps – Langbaardhoningeter